# Mito do uso de 10% do cérebro

Cérebro humano e o crânio

O mito do uso de 10% do cérebro é uma lenda urbana que afirma que só se utiliza um décimo da capacidade do cérebro, de modo que grande parte dele é inativa. Segundo a crença popular, se todo o cérebro fosse utilizado, o indivíduo desfrutaria de habilidades sobrenaturais.  Alguns argumentam que a porção inativa do cérebro esconde funções psicocinéticas e psíquicas em geral além da possibilidade de percepção extrassensorial. Afirma-se que algumas pessoas de QI muito elevado usariam mais do que 10% do cérebro, tal ideia é muitas vezes atribuída a Albert Einstein e Margaret Mead. Portanto, sugere-se que a inteligência de uma pessoa está ligada à porcentagem do cérebro que ela utiliza.
Embora a capacidade intelectual do indivíduo possa aumentar ao longo do tempo, a crença de que grande parte do cérebro é inutilizado e, essencialmente, só se faz uso de 10% do seu potencial efetivo não tem base científica e é desmentida pela comunidade científica. Embora ainda não se conheça o funcionamento de todo o cérebro, já se sabe que todas as suas regiões são ativas e que têm funções determinadas.

## Origem

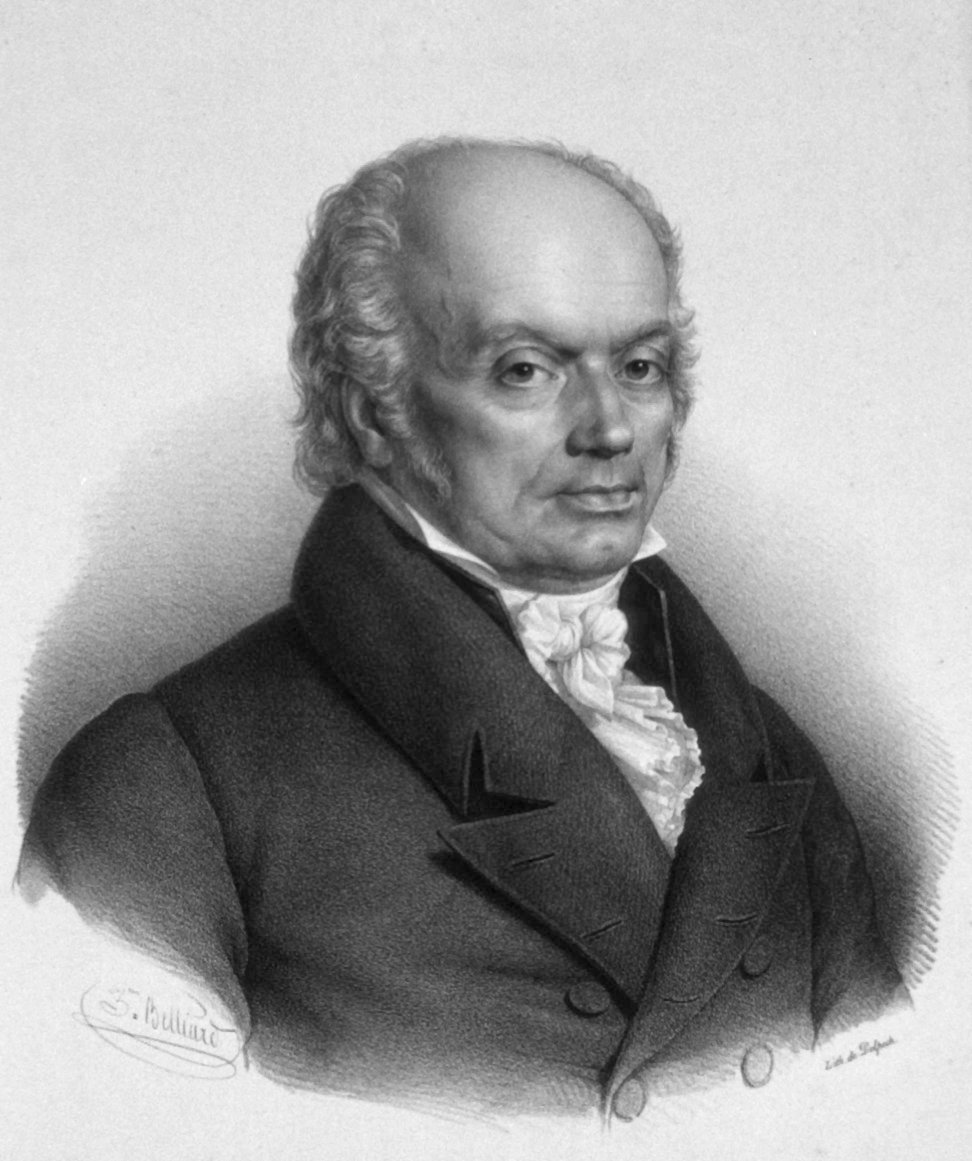
Franz Joseph Gall

A origem exata do mito não pode ser claramente determinada. Também não se sabe se foi desencadeado por apenas uma declaração científica mal compreendida ou por várias declarações científicas, ou se os resultados científicos subsequentes foram acrescentados posteriormente como “confirmação”.
É compreensível que, ao longo dos últimos dois séculos, vários fisiologistas e neurocientistas tenham realizado declarações documentadas baseadas na sua compreensão das funções cerebrais, na sua maioria muito simplificada, que, individualmente ou em conjunto e sem levar em conta o contexto, podem ser vistas como possíveis gatilhos para a criação do mito.
Início do Século XIX - Uma possível origem pode estar na fisiologia do cérebro fundada por Franz Joseph Gall (1758–1828), que pressupunha que apenas os neurônios corticais em áreas delimitadas do cérebro eram responsáveis pela personalidade e processos de pensamento.

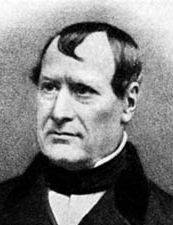
Marie-Jean-Pierre Flourens

Início do Século XIX - O fisiologista Marie-Jean-Pierre Flourens (1794–1867), um oponente da fisiologia craniana, conduziu experimentos com pombos, galinhas e sapos: ele removeu partes crescentemente maiores do cérebro e observou o comportamento desses animais posteriormente. Em 1824, ele escreveu: "Pode-se remover uma certa quantidade dos lobos cerebrais frontal, posterior, superior ou lateral sem destruir sua função."

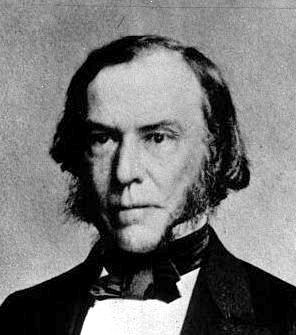
Charles-Édouard Brown-Séquard

1876 - O fisiologista e neurologista Charles-Édouard Brown-Séquard (1817–1894) fez uma declaração sobre o desenvolvimento imperfeito das habilidades mentais, ao afirmar que em relação às habilidades do cérebro, "muito poucas pessoas se desenvolvem tanto, e talvez ninguém completamente."

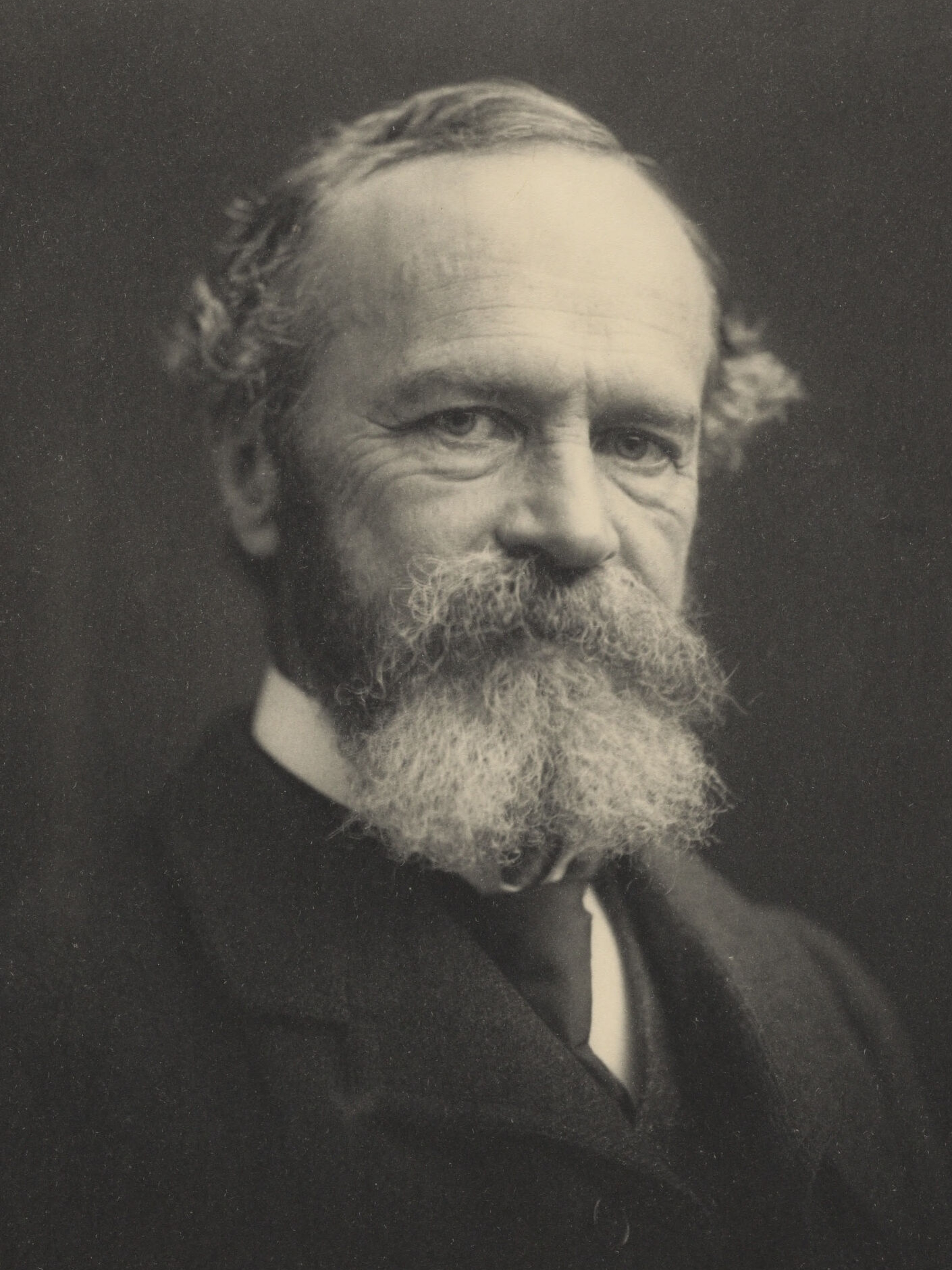
Harvard William James

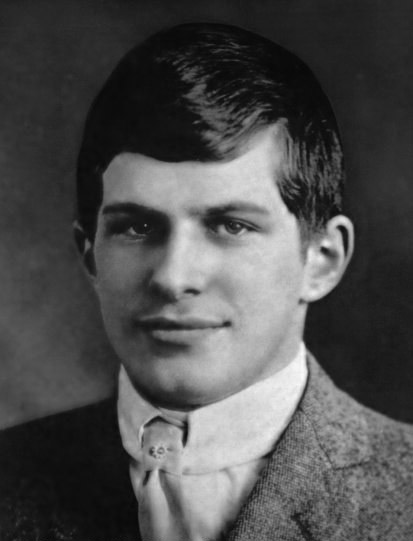
William James Sidis

Década de 1880 - Uma hipótese para a origem do mito refere-se à teoria da reserva de energia, criada pelos psicólogos de Harvard William James e Boris Sidis na década de 1880. Eles basearam a teoria na análise de William Sidis, uma criança prodígio que teve resultados em testes de QI similares a de adultos, entre 250 e 300. William James disse em audiências públicas que as pessoas só encontram uma fração de todo o seu potencial mental, o que é uma afirmação plausível.
Final do Século XIX / Início do Século XX - De acordo com uma história de origem semelhante, o mito dos 10% mais provavelmente surgiu de um mal-entendido ou de uma deturpação de pesquisas neurológicas do final do século XIX e do início do século XX. Por exemplo, as funções de muitas das regiões do cérebro (especialmente do córtex) são complexas o suficiente para que efeitos de danos sejam notados, levando cedo os neurologistas a conhecer o que essas regiões faziam. Também foi descoberto que o cérebro consiste principalmente de células gliais, que pareciam ter várias funções secundárias. O Dr. James W. Kalat, autor do livro-texto Biological Psychology, salienta que os neurocientistas da década de 1930 sabiam do grande número de neurônios "locais" no cérebro e que a má compreensão da função desses neurônios poderia ter levado ao mito dos 10%. De fato, é fácil imaginar que o mito foi propagado simplesmente por um truncamento da declaração de que "os humanos usam 10% de seus cérebros em qualquer momento".
Década de 1920 e 1930 - O conceito ganhou popularidade ao circular dentro do movimento de autoajuda da década de 1920; por exemplo, o livro Mind Myths: Exploring Popular Assumptions About the Mind and Brain inclui um capítulo sobre o mito dos dez por cento que mostra um anúncio de autoajuda do World Almanac de 1929 com a frase "Não há NENHUM LIMITE para o que o cérebro humano pode concluir. Cientistas e psicólogos nos dizem que usamos apenas cerca de DEZ POR CENTO da capacidade do nosso cérebro". Isso se tornou uma ideia favorita do escritor e editor de ficção científica John W. Campbell, que escreveu em um conto de 1932 que "nenhum homem em toda a história jamais usou metade da parte pensante de seu cérebro". Em 1936, o escritor americano Lowell Thomas resumiu essa ideia (no prefácio a Dale Carnegie em Como Fazer Amigos e Influenciar Pessoas) adicionando uma porcentagem falsa: "O professor William James, de Harvard, costumava dizer que a maioria das pessoas desenvolve somente dez por cento da sua capacidade mental latente."
Embora as partes do cérebro tenham amplo entendimento de suas funções, muitos mistérios sobre como as células do cérebro funcionam juntas para produzir comportamentos complexos permanecem. Talvez a maior questão seja como as diversas partes do cérebro colaboram para formar experiências conscientes. Até agora, não existem evidências de que existe um local onde está a consciência, o que leva os especialistas a acreditar que ela é verdadeiramente um esforço neural coletivo. Portanto, como a ideia de James de que os humanos tem um potencial cognitivo inexplorado, também é certo dizer que uma grande porção de questões sobre o cérebro ainda não foram completamente respondidas.
No entanto, faz-se importante ressaltar que o estudo da atividade cerebral é muito bem desenvolvido hoje em dia e sabe-seque através de ressonância magnética e tomografia por emissão de pósitrons (PET), o cérebro apresenta algum nível de atividade em todas as suas partes, mesmo durante o sono.

## Refutação

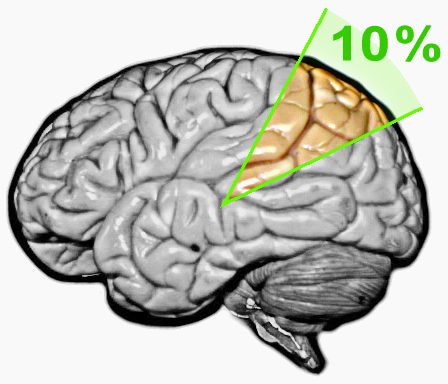
Mito dos "10% do cérebro"

O neurologista Barry Gordon descreveu o mito como "ridiculamente falso", acrescentando: "nós usamos virtualmente cada parte do cérebro, e a maior parte dele é ativa quase todo o tempo". Barry Beyerstein, Ph.D. em psicologia, estabelece sete tipos de evidência refutando o mito:
- Estudos sobre danos cerebrais: se 90% do cérebro não são normalmente inutilizados, então danos nessas áreas não deveriam prejudicar o seu funcionamento. Na realidade, porém, não existe quase nenhuma área do cérebro que pode ser danificada sem perda de funções. Mesmo um leve dano em pequenas áreas do cérebro podem ter efeitos profundos;[2]
- Evolução: o cérebro é muito custoso ao resto do corpo em termos de consumo de oxigênio e nutrientes. Isso pode consumir vinte por cento da energia do organismo, mais do que qualquer outro órgão, apesar de ser apenas 2% do peso do corpo humano.[16] Se 90% do cérebro fossem desnecessários, haveria grande vantagem evolutiva em seres humanos com cérebros menores e mais eficientes. Se isso fosse verdade, a evolução teria eliminado indivíduos com cérebros ineficientes. Pelo mesmo motivo, é altamente improvável que um cérebro com tanta área redundante teria evoluído em primeiro lugar;

Um exame de ressonância magnética mostra a imagem do cérebro, através dele, pôde-se concluir que todo o cérebro está ativo

- Imagens do cérebro: tecnologias como a tomografia por emissão de pósitrons (PET) e ressonância magnética (fMRI) permitem monitorar a atividade do cérebro vivo. Elas revelam que, mesmo durante o sono, todas as partes do cérebro mostram-se com algum nível de atividade. Apenas em casos de grave dano cerebral existem "áreas silenciosas";[2]
- Localização de funções: ao invés de agir como uma massa única, o cérebro tem áreas distintas para diferentes tipos de processamento de informação. Décadas de pesquisas revelaram o mapa de funções do cérebro, e não foram encontradas áreas de menor atividade;
- Análise microestrutural: na técnica de unidade única de gravação, pesquisadores inseriram um pequeno eletrodo no cérebro para monitorar a atividade de uma única célula. Se 90% do cérebro não tivesse atividade, essa técnica teria revelado isso;
- Doença neural: as células do organismo que não são utilizadas têm tendência de se degenerarem. Por isso, se 90% do cérebro fosse inativo, autópsia de cérebros adultos revelaria degeneração em larga escala.

Outro argumento evolucionário é que, dado o risco de morte histórico durante o parto associado ao tamanho do cérebro (e então ao tamanho do crânio) humano, haveria uma forte pressão seletiva contra o grande tamanho cerebral se somente 10% fosse de facto utilizado.
No episódio de 27 de outubro de 2010 de Mythbusters, os apresentadores utilizaram magnetoencefalografia (MEG) e ressonância magnética para formar uma imagem do cérebro de alguém resolvendo uma tarefa mental complicada. Constatando que muito mais de 10%, de fato, quase 100% do cérebro estava ativo, eles declararam o mito como "detonado".

## Disseminação na cultura popular
Alguns proponentes da crença dos "dez por cento do cérebro" há muito afirmam que os noventa por cento "não utilizados" são capazes de exibir poderes psíquicos e podem ser treinados para realizar psicocinesia e percepção extrassensorial. Este conceito está especialmente associado ao campo proposto de "psiônica" (psíquica + eletrônica), um projeto favorito do influente editor de ficção científica John W. Campbell Jr. nas décadas de 1950 e 1960. Não há evidências cientificamente comprovadas que apoiem a existência de tais poderes. Essas crenças permanecem amplamente difundidas entre os proponentes da Nova Era até os dias atuais.
Em 1980, Roger Lewin publicou um artigo na Science, "Is Your Brain Really Necessary?", sobre os estudos de John Lorber sobre as perdas do córtex cerebral. Ele relata o caso de um estudante da Sheffield University que tinha um QI medido de 126 e foi aprovado em Matemática, mas que quase não tinha matéria cerebral discernível, já que seu córtex estava extremamente reduzido pela hidrocefalia. O artigo levou à transmissão de um documentário da Yorkshire Television com o mesmo título, embora fosse sobre um paciente diferente que tinha massa cerebral normal distribuída de forma incomum em um crânio muito grande. Explicações foram propostas para a situação do primeiro aluno, com revisores observando que as varreduras de Lorber evidenciaram que a massa cerebral do sujeito não estava ausente, mas compactada no pequeno espaço disponível, possivelmente comprimido a uma densidade maior do que o tecido cerebral normal.
Diversos livros, filmes e contos têm feito afirmações relacionadas com esse mito, provocando reações diversas. Entre as citações mais notáveis estão a novela The Dark Fields e sua adaptação em filme, Limitless que criaram uma história em que os 90% do cérebro restantes podem ser acessados por meio do uso de uma droga. O livro The Zombie Survival Guide alega que humanos usam somente 5% dos seus cérebros e que a expansão potencial traz um "sexto sentido" para os zumbis.
Outros trabalhos envolvem informações intelectuais falsas, incluindo o filme The Lawnmower Man, o conto "Understand" de Ted Chiang e o conto de ficção científica "Lest We Remember" de Isaac Asimov. Esses porém, não dizem que o cérebro é capaz de expandir todo o seu potencial. O mito dos 10% ocorre frequentemente em anúncios e é citado como se fosse um fato na mídia de entretenimento. O episódio piloto de Heroes mostra um professor de genética que também afirma o mito da parte não utilizada do cérebro para sugerir que o potencial humano pode fazer surgir superpoderes.
Alguns proponentes da Nova Era propagam a crença afirmando que os 90% não utilizados são capazes de exibir superpoderes e, se treinados adequadamente, percepção extra-sensorial.
Não existe nenhum suporte científico à existência de tais habilidades no cérebro humano.
No filme Lucy é retratada essa teoria, e essa teoria também é citada no filme The Lazarus Effect.[carece de fontes?]